# Aricca Vitanza
Aricca Vitanza (Los Angeles, 20 agosto 1989) è un'ex calciatrice statunitense naturalizzata italiana, di ruolo centrocampista o attaccante.

## Palmarès

### Club
- Campionato italiano: 1

Torres: 2009-2010
- Prva ženski liga Srbije: 1

Mašinac PZP: 2007-2008
- Ženski Kup Srbije: 1

Mašinac PZP: 2007-2008